# Château de Besornay ou de Bézornay
Le château de Besornay ou de Bézornay est situé sur la commune de Saint-Vincent-des-Prés en Saône-et-Loire, dans la région Bourgogne-Franche-Comté.
Il s'agit d'un ancien doyenné des moines de l'Abbaye de Cluny dont l'installation à quelques kilomètres de la maison mère remonterait aux XI° et XIIe siècle.

## Historique
La chapelle fait l’objet d’une inscription au titre des monuments historiques depuis le 27 septembre 1948.
L'ensemble des vestiges de la tour et des remparts, ainsi que le logis ou les granges attenantes transformées progressivement en habitation font également l'objet d'une protection généralisée à partir de 2016.